# 尼克·兰德
尼克·兰德（1962年1月17日—）是英国哲学家，短篇恐怖小说作家，博客作者，被称为“加速主义之父”。

## 概述
尼克·兰德（Nick Land，1962年1月17日-）是一位英国哲学家，被誉为“加速主义之父“。他的作品与思辨实在论的发展息息相关。他是 1990 年代控制论文化研究小组（CCRU）的领导者，此前该部门的原始创始人、网络女权主义理论家萨迪·普兰特 （Sadie Plant） 离开了该部门。他的作品脱离了学术写作的正式惯例，并受到广泛的影响，并探索了非正统和“黑暗”的哲学兴趣。 
兰德在左翼加速主义思想诞生前其自身的思想被称为加速主义，而后来兰德强调了右翼加速主义并以此与左翼进行划分，他认为，在加速主义思想的早期，没有必要区分右翼和左翼变种，因为只有一种：对资本主义加速感兴趣的那种。但随后，当出现一种明确称自己为“左派”的变体，并以资本主义与加速主义之间的假定区别为基础时，就有必要阐明一种右翼加速主义来反对这一点。
尼克·兰德被认为是右翼加速主义者，他的思想发展了美国的黑暗启蒙运动。尼克·兰德主張讓世界被一种以技术为动力的反国家的和非人的资本主义的分支所主導。还因后来发展了新反动派和他命名的黑暗启蒙运动背后的反平等主义和反民主思想而闻名。

## 传记
兰德于1987年在埃塞克斯大学获得博士学位，师从大卫·法雷尔·克雷尔（David Farrell Krell），他的论文是关于海德格尔1953年的论文《Die Sprache im Gedicht》，该论文是关于Georg Trakl的作品。
他从1987年开始在华威大学担任大陆哲学讲师，直到1998年辞职。  在华威大学，他和萨迪·普兰特（Sadie Plant）共同创立了控制论文化研究部门（CCRU），这是一个跨学科的研究小组，哲学家格雷厄姆·哈曼（Graham Harman）将其描述为“一群多元化的思想家，他们通过将各种各样的来源结合在一起来试验概念生产：未来主义、技术科学、哲学、神秘主义、命理学、复杂性理论和科幻小说等”。  在华威大学期间，兰德参加了一系列网络文化会议“虚拟未来”。Virtual Futures 96被宣传为“反学科活动”和“后人文学科的会议”。罗宾·麦凯（Robin Mackay）回忆说，有一次，尼克·兰德（Nick Land）“躺在地上，对着麦克风呱呱叫”，而麦凯则在后台播放丛林（Jungle）类型的唱片。  他还是一些博士生的论文导师。
1992年，他出版了《湮灭渴望：乔治·巴塔耶与剧毒的虚无主义》。  兰德发表了大量较短的文本，其中许多是在 1990 年代他在 CCRU 任职期间发表的。这些文章中的大部分被汇编在2011年出版的回顾集《Fanged Noumena》中。
兰德在新研究与实践中心任教，直到2017年3月，该中心结束了与他的关系，“此前兰德今年发布了几条推文，在这些推文中，他支持对穆斯林和移民的不宽容观点”。
截至2017年，兰德在上海居住。他曾以昵称为Outsideness的用户在推特上活动，后因不明原因被封，目前使用的账号为xenocosmography （页面存档备份，存于）。 

## 概念和影响

### 前期工作
兰德与CCRU的合作，以及他在黑暗启蒙运动前的著作，都对加速主义的政治哲学产生了影响，这一思想类似于让·鲍德里亚（Jean Baudrillard）早期作品中“狂喜”的“致命策略”，即“只有将系统推入超逻辑，迫使其采取等同于残酷摊销的过度实践，才能废除系统。与CCRU的其他成员一起，兰德将神秘学、控制论、科幻小说和后结构主义哲学的思想编织在一起，试图描述技术资本主义加速的现象。
兰德创造了“超信”一词，是“迷信”和“亢奋”的合成词，用来描述“将虚构转化为真理”的东西。  根据兰德的说法，超信是一些想法，通过它们作为想法的存在，带来了它们自己的现实。 

#### 后期工作
兰德的黑暗启蒙哲学（也称为新反动运动，缩写为 NRx）反对平等主义，并与极右翼运动有关（兰德的政治构想具体可以参考柯蒂斯雅文所提倡的拼布政治和霍普所創立的无政府资本主义）。据记者迪伦·马修斯（Dylan Matthews）报道，兰德认为民主限制了问责制和自由。  Shuja Haider 指出，“他阐述其原则的一系列文章已成为 NRx 经典的基础。
他的作品各种程度地讨论了科学种族主义和优生学的主题，或者他简单地称之为“超级种族主义”。     兰德当前版本的加速主义包含了明确的种族主义观点，自 2016 年底以来，它越来越被认为是另类右翼的灵感来源。
兰德对 NRx 是一场运动提出异议，并将另类右翼定义为不同于 NRx。

## 接受度和影响力
马克·费雪（Mark Fisher）是英国文化理论家，也是兰德的学生，他在2011年认为，到目前为止，兰德最大的影响是对音乐和艺术的影响，而不是对哲学的影响。音乐家 Kode9、艺术家杰克·查普曼 （Jake Chapman） 和其他人都研究了兰德的影响或描述了他们受到兰德的影响，经常强调兰德的非人性、“技术主义者”或“神志不清”的品质。费雪特别强调了兰德在1990年代的个性如何通过Kodwo Eshun所描述的“立即开放、平等、绝对不受学术协议影响”的方式，促进那些参与他工作的人的变化，这可能会将“理论戏剧化为地缘政治历史史诗”。
同样来自华威大学的虚无主义哲学家雷·布拉西耶（Ray Brassier）在2017年表示：“尼克·兰德已经从20年前的争论'政治已死'变成了这种完全老式的、标准的反动事物。“

## 作品
- Heidegger's 'Die Sprache im Gedicht' and the Cultivation of the Grapheme Archived 31 October 2020 at the Wayback Machine (PhD Thesis, University of Essex, 1987)
- 湮灭渴望：乔治·巴塔耶与剧毒的虚无主义（伦敦和纽约：劳特利奇出版社，1992年）[10]

- Machinic Postmodernism: Complexity, Technics and Regulation (with Keith Ansell-Pearson & Joseph A. McCahery) (SAGE Publications, 1996)[failed verification]

- The Shanghai World Expo Guide 2010 (China Intercontinental Press, 2010)

- Shanghai Basics (China Intercontinental Press, 2010
- Fanged Noumena: Collected Writings 1987-2007. Land, Nick (2011). Mackay, Robin; Brassier, Ray (eds.). London: Urbanomic. ISBN 978-0955308789.
- Calendric Dominion (Urbanatomy Electronic, 2013)
- Suspended Animation (Urbanatomy Electronic, 2013)
- Fission (Urbanomic, 2014)
- Templexity: Disordered Loops through Shanghai Time (Urbanatomy Electronic, 2014)
- Phyl-Undhu: Abstract Horror, Exterminator (Time Spiral Press, 2014)
- Shanghai Times (Urbanatomy Electronic, 2014) ASIN B00IGKZPBA.
- Dragon Tales: Glimpses of Chinese Culture (Urbanatomy Electronic, 2014) ASIN B00JNDHBGQ.
- Xinjiang Horizons (Urbanatomy Electronic, 2014) ASIN B00JNDHDVY.
- Chasm (Time Spiral Press, 2015) ASIN B019HBZ2Q4.
- 加密涌流：比特币与哲学（Crypto-Current: Bitcoin and Philosophy）[11]
- 黑暗启蒙(Imperium Press, 2022) ISBN 978-1922602688[12]
- 冷漠的无政府主义（2023）[13]
- Xenosystems (Passage Publishing, forthcoming 2024)[14]

## 評價

### 中立評價
哲學研究人劉玉溪於2019年發表文章，介紹了尼克·蘭德所持有的許多觀點，她宣稱蘭德的作品既有毫無意義的廢話，也有值得深究的內容。

### 其他評價
創造了酸性共产主义（Acid Communism）這個概念的、擁護社會主義的著名社會學家马克·费舍尔曾經撰文對尼克·蘭德關於未來主義的構想表達欣賞之意，但另一方面，费舍尔宣稱蘭德所持有的關於資本主義的觀點有嚴重錯誤的地方，由於蘭德聲稱資本主義的不斷發展會為文明帶來一個完全不同的將來，而在费舍尔看來，拟古主義（archaisms）為了維持資本主義的地位，會不斷試圖控制其抽象的解码过程，導致资本主义的發展倾向于滞胀，因此费舍尔從左翼加速主義的角度抨擊了蘭德所奉信的右翼加速主義。

### 負面評價
有反資本主義者對蘭德近年的作品作出了負面評價，並且聲稱蘭德等另類右派人士已經成為偏激的、幼稚的無政府資本主義者，雖然他們對現時歐美國家所奉行的新自由主義等等所提出的抨擊意見在某程度上是正確的，但是這不代表他們所提倡的策略是有效的，原因是這是資本主義制度本身所面臨的整體性危機，並不是建造一個所謂的资本主义坞堡或者奉行加速主義等等便能夠解決到的。

## 拓展阅读
- 〈牙齿与死亡——尼克兰德的本体概念与加速主义美学〉[1]